# Tatjana Ledovskaja
Tatjana Michajlova Ledovskaja (Russisch: Татьяна Михайловна Ледовская, Wit-Russisch: Тацяна Лядоўская) (Shchyokino (Oblast Toela) 21 mei 1966) is een voormalige Wit-Russische atlete, die was gespecialiseerd in het hordelopen. In deze discipline werd ze wereldkampioene (1991), Europees kampioene (1990) en meervoudig nationaal kampioene. Ze was ook een sterk sprintster. Zo heeft ze het wereldrecord in handen op de 4 x 400 m estafette en won zij een gouden medaille op dit estafettenummer bij een WK. Op internationale wedstrijden vertegenwoordigde ze eerst de Sovjet-Unie en later Wit-Rusland. Zij trainde in Minsk.

## Loopbaan
Op 1 oktober 1988 liep Ledovskaja als startloopster op de Olympische Spelen van 1988 in Seoel met haar teamgenotes Olga Nazarova, Maria Pinigina en Olga Bryzgina (olympisch kampioene) naar een gouden medaille op de 4 x 400 m estafette. De estafetteploeg uit de Sovjet-Unie liep bij die gelegenheid een nieuw wereldrecord van 3.15,17, dat nog altijd niet is verbroken (peildatum januari 2009). Individueel behaalde ze op deze Spelen een zilveren medaille op de 400 m horden. Met een tijd van 53,18 s eindigde ze een honderdste seconde achter de Australische Debbie Flintoff-King (goud). De Oost-Duitse Ellen Fiedler won het brons in 53,63.
In 1991 beleefde Tatjana Ledovskaja een succesvol wereldkampioenschap in Tokio. Individueel pakte ze de wereldtitel op de 400 m horden door met een tijd van 53,11 de Britse Sally Gunnell (zilver; 53,16) en de Amerikaanse Janeene Vickers (brons; 53,47) te verslaan. Later won ze een tweede gouden medaille met haar teamgenotes Ljoedmila Dzjigalova, Olga Nazarova en Olga Bryzgina op de 4 x 400 m estafette.
Ledovskaja werd onderscheiden met de Orde van de Eremedaille.

## Titels
- Olympisch kampioene 4 x 400 m - 1988
- Wereldkampioene 400 m horden - 1991
- Wereldkampioene 4 x 400 m - 1991
- Europees kampioene 400 m horden - 1990
- Wit-Russisch kampioene 100 m horden - 1999
- Wit-Russisch kampioene 400 m horden - 1995, 1996, 1997
- Sovjet kampioene 400 m horden - 1988, 1989, 1990

## Persoonlijke records
Outdoor
| Onderdeel    | Prestatie | Datum            | Plaats          |
| ------------ | --------- | ---------------- | --------------- |
| 400 m        | 50,93 s   | 12 juni 1988     | Sint-Petersburg |
| 400 m horden | 53,11 s   | 29 augustus 1991 | Tokio           |

Indoor
| Onderdeel | Prestatie | Datum         | Plaats  |
| --------- | --------- | ------------- | ------- |
| 400 m     | 53,24 s   | 12 maart 1993 | Toronto |

## Palmares

### 400 m horden
- 1988:  OS - 53,18 s
- 1989:  Wereldbeker - 54,68 s
- 1989:  Europacup - 55,35 s
- 1990:  EK - 53,62 s
- 1991:  WK - 53,11 s
- 1992: 4e OS - 54,31 s

### 4 x 400 m
- 1988:  OS - 3.15,17 (WR)
- 1991:  WK - 3.18,43

1972: Käsling, Kühne, Seidler, Zehrt ·
1976: Maletzki, Rohde, Streidt, Brehmer ·
1980: Prorotsjenko, Gojsjtsjik, Zjoeskova, Nazarova ·
1984: Leatherwood, Howard, Brisco-Hooks, Cheeseborough ·
1988: Ledovskaja, Nazarova, Pinigina, Bryzgina ·
1992: Roezina, Dzjigalova, Nazarova, Bryzgina ·
1996: Stevens, Malone, Graham, Miles ·
2000: Miles Clark, Hennagan, Colander, Anderson ·
2004: Trotter, Henderson, Richards, Hennagan ·
2008: Wineberg, Felix, Henderson, Richards ·
2012: Trotter, Felix, McCorory, Richards-Ross ·
2016: Okolo, Hastings, Francis, Felix ·
2020: McLaughlin, Felix, Muhammad, Mu ·
2024: Little, McLaughlin-Levrone, Thomas, Holmes
1980: Bärbel Broschat ·
1983: Jekaterina Fesenko ·
1987: Sabine Busch ·
1991: Tatjana Ledovskaja ·
1993: Sally Gunnell ·
1995: Kim Batten ·
1997: Nezha Bidouane ·
1999: Daimí Pernía ·
2001: Nezha Bidouane ·
2003: Jana Pittman ·
2005: Joelia Petsjonkina ·
2007: Jana Rawlinson ·
2009: Melaine Walker ·
2011: Lashinda Demus ·
2013: Zuzana Hejnová ·
2015: Zuzana Hejnová ·
2017: Kori Carter ·
2019: Dalilah Muhammad ·
2022: Sydney McLaughlin  ·
2023: Femke Bol
1983: Walther, Busch, Koch, Rübsam ·
1987: Neubauer, Emmelmann, Schersing, Busch ·
1991: Ledovskaja, Dzjigalova, Nazarova, Bryzgina ·
1993: Torrence, Malone-Wallace, Kaiser-Brown, Miles-Clark ·
1995: Graham, Stevens, Jones, Miles-Clark ·
1997: Feller, Rohländer, Rücker, Breuer ·
1999: Tsjebykina, Gontsjarenko, Kotljarova, Nazarova ·
2001: Richards, Scott, Parris, Fenton ·
2003: Barber, Washington, Richards, Miles-Clark ·
2005: Petsjonkina, Krasnomovets, Antjoech, Pospelova ·
2007: Trotter, Felix, Wineberg, Richards ·
2009: Dunn, Felix, Demus, Richards ·
2011: Richards-Ross, Felix, Beard, McCorory ·
2013: Goesjtsjina, Firova, Ryzjova, Krivosjapka ·
2015: Day, Jackson, McPherson, Williams-Mills ·
2017: Hayes, Felix, Wimbley, Francis ·
2019: Francis, McLaughlin, Muhammad, Jonathas ·
2022: Diggs, Steiner, Wilson, McLaughlin ·
2023: Saalberg, Klaver, Peeters, Bol